# Haralds þáttr hárfagra
Haralds þáttr hárfagra es una historia corta islandesa (þáttr) que trata sobre la figura del rey Harald I de Noruega. La obra se conserva en el manuscrito Flateyjarbók, y fue escrita a finales del siglo XIV. Aparece una breve cita sobre los ulfhéðinn (guerreros lobo) que luchaban como fuerza de choque de primera línea de combate en el campo de batalla.